# پیروالی
پیروالی، روستایی از توابع بخش الوار گرمسیری شهرستان اندیمشک در استان خوزستان ایران است، ساکنین این روستا خانوارهایی از تیره شیرمرد طایفه میرزاوند می باشند.

## جمعیت
این روستا در دهستان قیلاب قرار دارد و براساس سرشماری مرکز آمار ایران در سال ۱۳۹۵، جمعیت آن ۱۵۸ نفر (۴۲ خانوار) بوده‌است.